# Élections parlementaires italiennes de 1976
Les élections parlementaires italiennes de 1976 (en italien : Elezioni politiche italiane del 1976) se tiennent les dimanche 20 et lundi 21 juin 1976, afin d'élire les 630 députés et les 315 sénateurs de la VIIe législature de la Chambre des députés et du Sénat de la République.
Quelques semaines après avoir formé son cinquième gouvernement, le président du Conseil Aldo Moro remet sa démission en conséquence des fortes dissensions internes à la Démocratie chrétienne (DC). Le président Giovanni Leone prend alors la décision de dissoudre le Parlement un avant le terme naturel de la législature. Un scrutin est organisé un an avant l'échéance prévue.
Il est organisé dans un contexte de moindre influence de la puissante Démocratie chrétienne (DC), au pouvoir sans discontinuer depuis 1948. Lors d'un référendum en mai 1974, les électeurs ont rejeté à une large majorité l'abrogation de la loi sur le divorce, défendue par les démocrates chrétiens. Un an plus tard, lors des élections régionales de juin 1975, le Parti communiste italien (PCI) obtient 33,5%, talonne la DC et s'impose dans sept régions sur 15, dont le Latium.
Si la Démocratie chrétienne remporte les élections parlementaires anticipées, elle stagne dans les deux chambres. C'est le Parti communiste qui apparaît comme le grand gagnant du scrutin : en progression de sept points, il parvient à capter pour la première fois plus du tiers des suffrages exprimés. Le taux de participation dépasse une nouvelle fois les 93 % et se trouve le plus élevé depuis 1958.
Le président Leone confie à Giulio Andreotti le mandat de former un nouvel exécutif. Après un accord entre le secrétaire de la DC Benigno Zaccagnini et celui du PCI Enrico Berlinguer, Andreotti constitue un gouvernement minoritaire qui bénéficie de l'abstention des communistes au Parlement. Cette coopération est la première étape du « compromis historique » cher à Moro et Berlinguer.

## Contexte

### Les élections de 1972: la stabilité de la DC, la poussée du MSI
Aux élections parlementaires anticipées du 7 mai 1972, les premières à se tenir avant le terme de la législature depuis la proclamation de la République, la Démocratie chrétienne (DC) continue de dominer le paysage politique en réunissant 38,6 % des voix à la Chambre des députés et 38,1 % au Sénat de la République.
Elle devance très nettement le Parti communiste italien (PCI) d'Enrico Berlinguer, qui réunit 27,2 % des suffrages à la Chambre et 27,6 % au Sénat. Les communistes s'imposent dans leurs fiefs d'Émilie-Romagne, d'Ombrie et de Toscane, tandis que les démocrates chrétiens dominent le reste du pays, au nord comme au sud.
Troisième, le Parti socialiste italien (PSI) remporte 9,6 % des voix à la chambre basse et 10,7 % à la chambre haute. Il est talonné par le Mouvement social italien (MSI), qui double sa représentation parlementaire en totalisant 8,7 % des exprimés à la Chambre des députés et 9,2 % au Sénat de la République. La cinquième position revient au Parti social-démocrate italien (PSDI), qui obtient 5,1 % des suffrages à la Chambre des députés et 5,4 % au Sénat.

### De la reconduction d'Andreotti au retour de Rumor

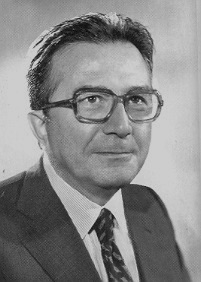
Giulio Andreotti ne reste qu'un an au pouvoir.

Président du Conseil des ministres sortant et figure de la DC, Giulio Andreotti reçoit du président de la République Giovanni Leone le mandat de former une majorité parlementaire. Il met alors sur pied une coalition qui associe la DC au PSDI et au Parti libéral italien (PLI), qui bénéficie du soutien sans participation du Parti républicain italien (PRI).
Renommé à la tête de l'exécutif, il devient le second et dernier chef du gouvernement à conserver ses responsabilités après des élections parlementaires. Lui et ses ministres prêtent serment le 26 juin, presque deux mois après la tenue des élections.
Il remet sa démission le 12 juin 1973, après avoir perdu l'appui du PRI en raison de son projet de réforme télévisuelle. Le 8 juillet suivant, Mariano Rumor lui succède à la tête de son quatrième cabinet. À cette occasion, il assure la remise en place du « centre gauche organique » qui rassemble la DC, le PSI, le PSDI et le PRI. Les républicains renoncent à leurs ministères le 2 mars 1974, ce qui amène à la formation du gouvernement Rumor V, que le PRI soutient de l'extérieur.

### Référendum sur le divorce de 1974 et régionales: la DC en recul

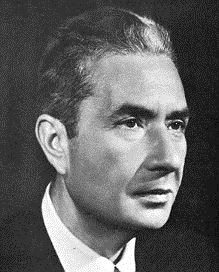
Après Andreotti puis Rumor, c'est à Aldo Moro que Giovanni Leone fait appel pour diriger l'exécutif.

Les 12 et 13 mai, l'Italie organise son premier « référendum abrogatif » depuis l'entrée en vigueur de la Constitution, visant à la suppression de la « loi de réglementation des cas de séparation du mariage », rapidement connu comme le « référendum sur le divorce ». La DC et le MSI font alors campagne pour le « Oui », afin que le texte disparaisse, tandis que les autres formations défendent le « Non », donc le maintien de la loi. La participation atteint 87,7 % des inscrits et l'abrogation est rejetée à 59,3 %. Même des fiefs de la DC comme la Lombardie ou la Sicile votent majoritairement « Non ».
Les désaccords croissants entre la DC et le PSI amènent Rumor à renoncer le 3 octobre. Le chef de l'État confie alors au ministre des Affaires étrangères Aldo Moro le soin de trouver une nouvelle majorité. Il est assermenté près de deux mois plus tard, le 23 novembre. Seuls la Démocratie chrétienne et le Parti républicain siègent dans son quatrième cabinet, qui bénéficie du soutien sans participation du Parti socialiste et du Parti socialiste démocrate.
Aux élections régionales des 15 et 16 juin 1975, la DC vire de nouveau en tête mais de très peu. Totalisant 35,3 % des voix et 277 conseillers régionaux dans les 15 régions soumettant leur assemblée à renouvellement, elle est suivie de près par le PCI. Ce dernier réunit 33,5 % des suffrages et 247 élus. Il arrive en tête dans sept régions, contre trois en 1970. Il devance en effet le principal parti italien dans les Abruzzes, le Latium, la Ligurie et le Piémont, en plus de ses victoires habituelles en Émilie-Romagne, Ombrie et Toscane. Seules les Abruzzes conservent finalement leur président démocrate chrétien.

### Des dissensions à la dissolution
Le 31 décembre 1975, Francisco De Martin, secrétaire du parti socialiste italien, exige d'associer les communistes à la majorité au pouvoir et le PSI finit par retirer son appui à Aldo Moro, qui doit démissionner le 7 janvier 1976. Confirmé par Giovanni Leone, il constitue un exécutif minoritaire monocolore qui dispose du soutien sans participation du PSDI, et de l'abstention du PSI et du PRI. Si la motion du président du Conseil l'emporte de justesse face à la droite de la DC au XIIIe congrès national le 18 mars, le premier parti d'Italie est de plus en plus divisé, comme l'avait révèlé en 1974 le vote de la loi sur l'interruption volontaire de grossesse. Prenant acte de ces dissensions, Moro finit par remettre sa démission le 30 avril. Le lendemain, le chef de l'État prononce la dissolution des chambres.

## Mode de scrutin

### Pour la Chambre des députés
La Chambre des députés (en italien : Camera dei Deputati) est élue au scrutin proportionnel plurinominal pour un mandat de cinq ans.
Le territoire italien est divisé en 32 circonscriptions, 31 plurinominales — qui comprennent toutes au moins deux provinces, sauf celles de Trieste — et la Vallée d'Aoste, qui n'élit qu'un représentant selon le scrutin uninominal majoritaire à un tour. Il n'y a pas de seuil électoral.
Le jour du vote, chaque électeur choisit dans sa circonscription une liste de candidats, et peut émettre jusqu'à quatre votes de préférence. À l'issue du scrutin, les sièges sont répartis à la proportionnelle d'Impériali et attribués en priorité aux candidats ayant reçu le plus grand nombre de voix préférentielles.
Les sièges qui n'ont pas été attribués et les voix qui n'ont pas été utilisées sont ensuite rassemblés au niveau national et distribués à la proportionnelle de Hare entre les formations politiques qui ont obtenu un député de circonscription ou 300 000 voix nationalement. Ces mandats de députés sont ensuite attribués, pour les partis qui en bénéficient, dans les circonscriptions où ils comptent le plus de votes résiduels.

### Pour le Sénat de la République
Le Sénat de la République (en italien : Senato della Repubblica) est élu au scrutin proportionnel plurinominal pour un mandat de cinq ans par les Italiens âgés d'au moins 25 ans.
Le territoire italien est divisé en 20 circonscriptions qui correspondent aux régions, 19 plurinominales et la Vallée d'Aoste, qui n'élit qu'un parlementaire selon le scrutin uninominal majoritaire à un tour. Conformément à l'article 57 de la Constitution de 1948, chaque région dispose d'au moins sept sénateurs, sauf le Molise qui en a deux. Il n'y a pas de seuil électoral.
Les circonscriptions sont divisées en un certain nombre de collèges électoraux (238 au total). Pour l'emporter dans un collège, un candidat doit réunir un nombre de suffrages équivalent à 65 % des votants au moins. Pour les collèges où ce seuil n'est pas atteint (313 sur 315 en 1972), les voix de chaque candidat sont regroupées par parti, au niveau régional, et les sièges à pourvoir sont distribués à la proportionnelle d'Hondt. Les mandats sont attribués, pour chaque parti, aux candidats ayant le plus fort quotient individuel (qui correspond au ratio entre les suffrages obtenus et le nombre de votants dans les différents collèges électoraux).

## Campagne

### Principales forces politiques
| Parti | Parti                                                                                     | Idéologie                                                  | Secrétaire           |
| ----- | ----------------------------------------------------------------------------------------- | ---------------------------------------------------------- | -------------------- |
|       | Démocratie chrétienne Democrazia Cristiana                                                | Centre Démocratie chrétienne, antifascisme, anticommunisme | Benigno Zaccagnini   |
|       | Parti communiste italien Partito Comunista Italiano                                       | Gauche Communisme, eurocommunisme, marxisme-léninisme      | Enrico Berlinguer    |
|       | Parti socialiste italien Partito Socialista Italiano                                      | Gauche Socialisme, réformisme, marxisme                    | Francesco De Martino |
|       | Mouvement social italien – Droite nationale Movimento Sociale Italiano - Destra Nazionale | Extrême droite Néofascisme, nationalisme, anticommunisme   | Giorgio Almirante    |
|       | Parti social-démocrate italien Partito Socialista Democratico Italiano                    | Centre gauche Social-démocratie, socialisme                | Giuseppe Saragat     |
|       | Parti libéral italien Partito Liberale Italiano                                           | Centre droit Libéralisme, libérisme                        | Valerio Zanone       |

## Résultats

### Chambre des députés
| Parti                    | Parti                                                | Suffrages  | Suffrages | Sièges  | Sièges        |
| Parti                    | Parti                                                | Voix       | %         | Députés | +/-           |
| ------------------------ | ---------------------------------------------------- | ---------- | --------- | ------- | ------------- |
|                          | Démocratie chrétienne (DC)                           | 14 209 519 | 38,71     | 262     | 4             |
|                          | Parti communiste italien (PCI)                       | 12 614 650 | 34,37     | 228     | 49            |
|                          | Parti socialiste italien (PSI)                       | 3 540 309  | 9,64      | 57      | 4             |
|                          | Mouvement social italien - Droite nationale (MSI-DN) | 2 238 339  | 6,10      | 35      | 21            |
|                          | Parti social-démocrate italien (PSDI)                | 1 239 492  | 3,38      | 15      | 14            |
|                          | Parti républicain italien (PRI)                      | 1 135 546  | 3,09      | 14      | 1             |
|                          | Démocratie prolétarienne (DP)                        | 557 025    | 1,52      | 6       | 6             |
|                          | Parti libéral italien (PLI)                          | 480 122    | 1,31      | 5       | 15            |
|                          | Parti radical (PR)                                   | 394 439    | 1,07      | 4       | 4             |
|                          | Autres                                               | 298 137    | 0,81      | 4       | en stagnation |
|                          |                                                      |            |           |         |               |
| Votes valides            | Votes valides                                        | 36 707 578 | 97,23     |         |               |
| Votes blancs et nuls     | Votes blancs et nuls                                 | 1 047 512  | 2,77      |         |               |
| Total                    | Total                                                | 37 755 090 | 100,00    | 630     | en stagnation |
| Abstention               | Abstention                                           | 2 671 568  | 6,61      |         |               |
| Inscrits / participation | Inscrits / participation                             | 40 426 658 | 93,39     |         |               |

### Sénat de la République
| Parti                    | Parti                                                | Suffrages  | Suffrages | Sièges    | Sièges        |
| Parti                    | Parti                                                | Voix       | %         | Sénateurs | +/-           |
| ------------------------ | ---------------------------------------------------- | ---------- | --------- | --------- | ------------- |
|                          | Démocratie chrétienne (DC)                           | 12 227 353 | 38,88     | 135       | en stagnation |
|                          | Parti communiste italien (PCI)                       | 10 637 772 | 33,83     | 116       | 42            |
|                          | Parti socialiste italien (PSI)                       | 3 208 164  | 10,20     | 29        | 4             |
|                          | Mouvement social italien - Droite nationale (MSI-DN) | 2 086 430  | 6,63      | 15        | 11            |
|                          | Parti social-démocrate italien (PSDI)                | 974 940    | 3,10      | 7         | 4             |
|                          | Parti républicain italien (PRI)                      | 846 415    | 2,69      | 7         | 2             |
|                          | Parti libéral italien (PLI)                          | 438 265    | 1,39      | 2         | 6             |
|                          | Autres                                               | 1 030 092  | 3,27      | 4         | 19            |
|                          |                                                      |            |           |           |               |
| Votes valides            | Votes valides                                        | 31 449 431 | 96,40     |           |               |
| Votes blancs et nuls     | Votes blancs et nuls                                 | 1 172 150  | 3,60      |           |               |
| Total                    | Total                                                | 32 621 581 | 100,00    | 315       | en stagnation |
| Abstention               | Abstention                                           | 2 306 633  | 6,60      |           |               |
| Inscrits / participation | Inscrits / participation                             | 34 928 214 | 93,40     |           |               |

### Analyse
Alors que la participation atteint son plus haut depuis 1958, la DC reste la première force politique italienne mais stagne dans les deux chambres. Le PCI enregistre à l'inverse une forte progression puisqu'il gagne 91 parlementaires nouveaux et totalise pour la première fois de son histoire plus d'un tiers des suffrages exprimés. . À la Chambre des députés, il s'impose dans cinq circonscriptions supplémentaires, débordant ses bastions d'Émilie-Romagne, d'Ombrie et de Toscane, et vire en tête à Turin, Milan, Gênes, Ancône et Rome. La poussée des communistes réduit la distance les séparant des démocrates chrétiens de 2 250 000 suffrages par rapport aux élections de 1972.
Après leurs bons résultats quatre ans plus tôt, le MSI-DN, le PSDI et le PLI sont en net repli. Les libéraux, devancés par le PRI, ainsi que la DP à la Chambre, perdent les trois quarts de leur représentation et manquent de disparaître du Sénat. Les sociaux-démocrates s'en tirent mieux mais abandonnent la moitié de leurs sièges, tandis que les néofascistes restent bien représentés mais voient leurs groupes parlementaires fondre de 40 %.
Toujours troisième force politique nationale, le PSI échoue à engranger de nouveaux sièges, perdant même huit parlementaires au total. Après deux élections en coalition avec le PSDI, les socialistes ne parviennent pas à franchir la barre des 10 % à la chambre basse.

Carte de résultats des élections de 1976.
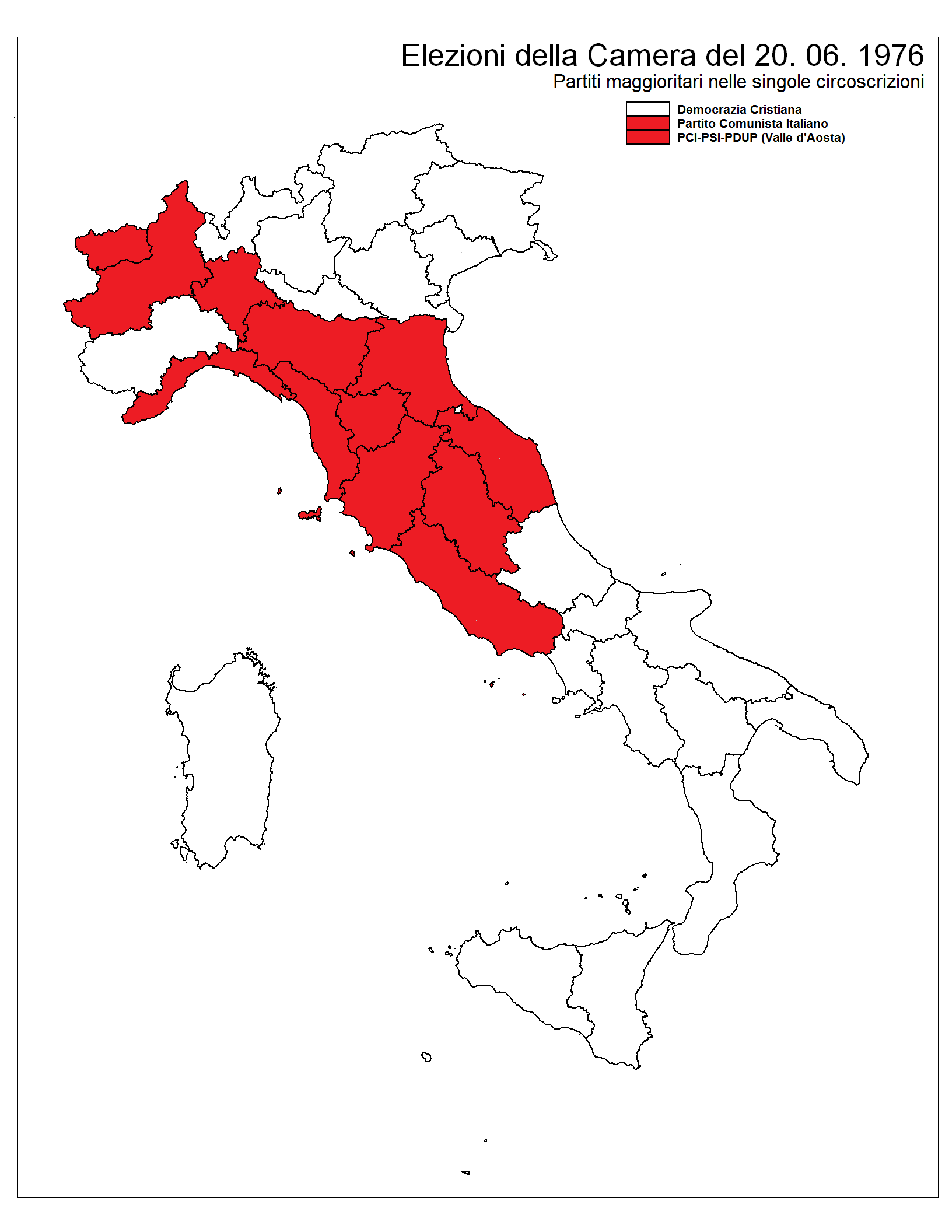
Parti en tête par circonscription à la Chambre des députés.
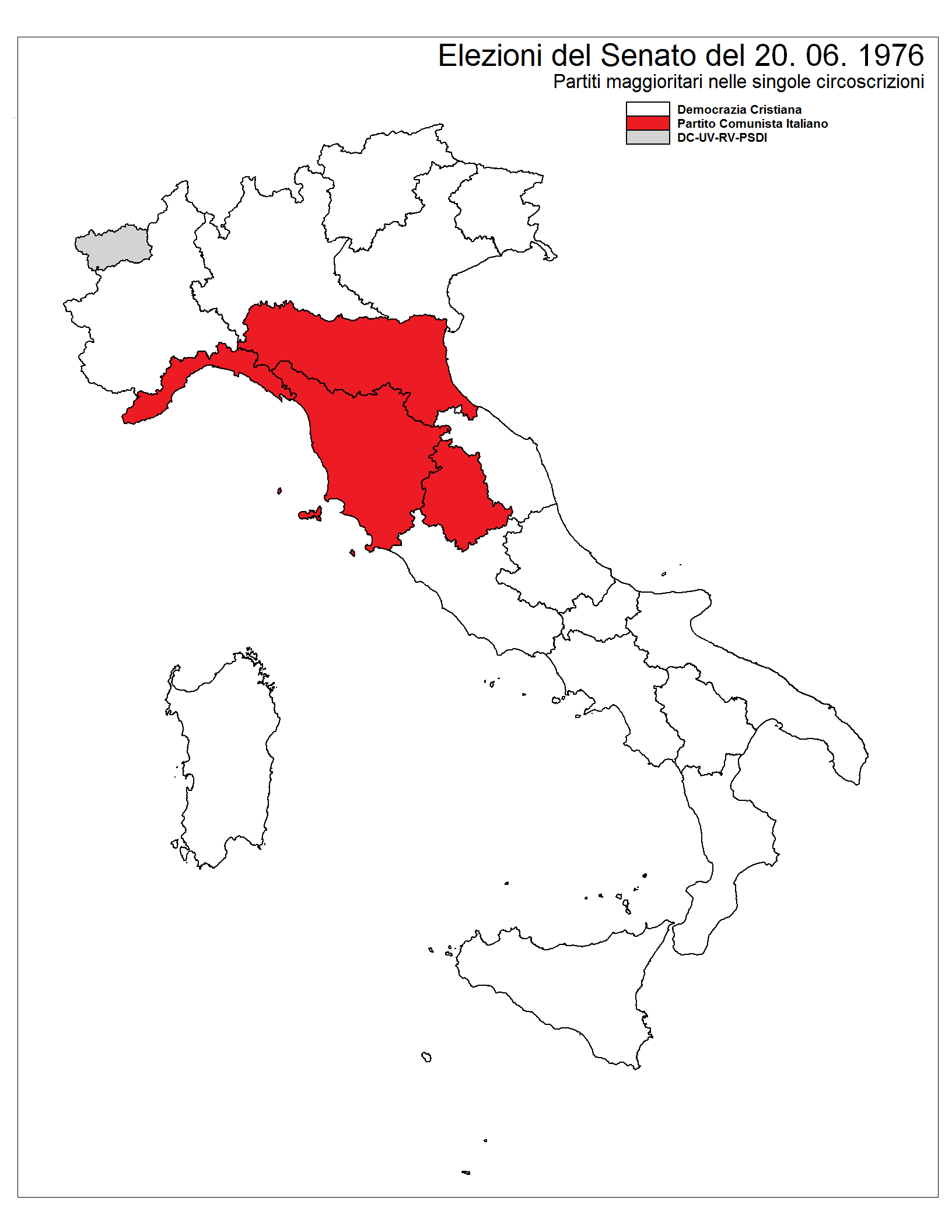
Parti en tête par circonscription au Sénat de la République.
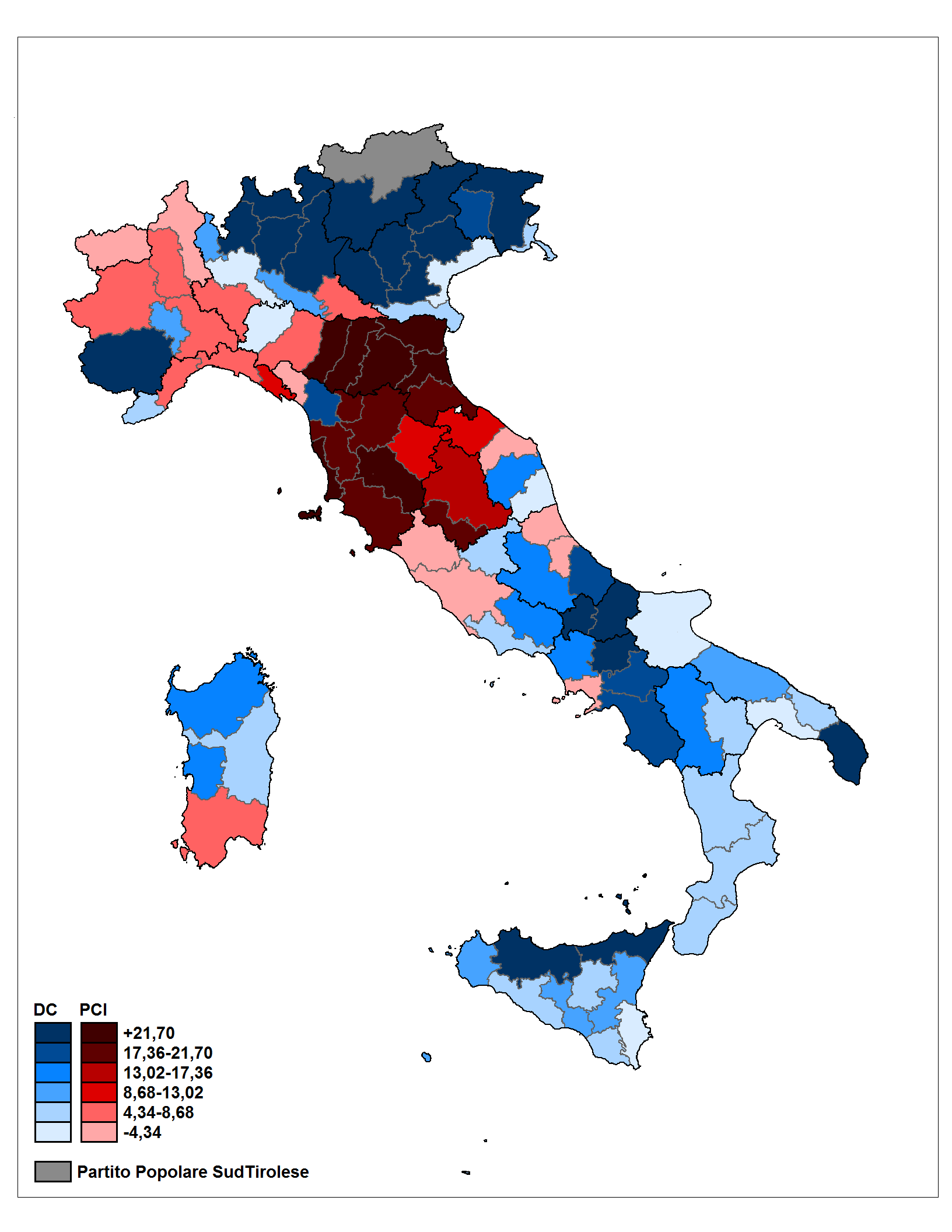
Écart entre la DC et le PCI par province à la Chambre des députés.

### Conséquences

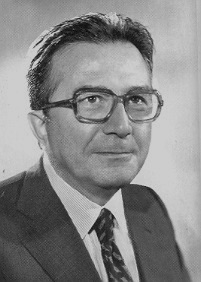
Le nouveau président du Conseil Giulio Andreotti.

La stagnation de la Démocratie chrétienne et du Parti républicain, l'effondrement du Parti socialiste démocrate et du Parti libéral, et la crise interne au Parti socialiste rendent incontournable le Parti communiste en vue de former une nouvelle majorité parlementaire. Le président du Conseil sortant Aldo Moro et le secrétaire de la DC Benigno Zaccagnini s'entendent avec le secrétaire du PCI Enrico Berlinguer pour la formation d'un gouvernement minoritaire de la DC, dirigé par le ministre du Budget sortant Giulio Andreotti et bénéficiant de l'abstention du PCI. Pour la première fois depuis 1947, les communistes quittent ainsi les bancs de l'opposition.
Le 5 juillet, le député PCI de Rome Pietro Ingrao est élu président de la Chambre des députés par 488 voix favorables et 117 votes blancs. Il est ainsi le premier communiste à accéder à l'une des quatre charges suprêmes de l'État et à la présidence de la chambre basse, dont il est également le premier titulaire non issu de la Démocratie chrétienne. Le même jour, le sénateur à vie DC Amintore Fanfani est désigné président du Sénat de la République par 270 suffrages et 42 bulletins blancs.
Andreotti et son troisième cabinet sont assermentés par le président de la République Giovanni Leone le 29 juillet, puis remportent le vote de confiance dans chaque chambre au début du mois d'août.